# Toverdranken
Toverdranken (Engels: Potions) is een schoolvak dat wordt gegeven op Zweinstein, de school waar Harry Potter les krijgt in magie in de Harry Potterboeken van J.K. Rowling. Leerlingen leren vanaf hun eerste leerjaar alles over brouwen van toverdranken.

## Schoolvak
Het vak werd de eerste vijf jaar van Harry's tijd op Zweinstein gegeven door professor Sneep, daarna gedurende twee jaar door professor Slakhoorn. Wie het schoolvak daarna overnam is niet bekend.
Voor het brouwen van toverdranken moeten de leerlingen voordat ze naar Zweinstein gaan een tinnen ketel, een weegschaal met gewichten en diverse ingrediënten aanschaffen. Tijdens de les leren de leerlingen de toverdranken brouwen, bekijken ze de werking ervan en leren ze alles over tegengiffen.
Harry Potter en zijn beste vriend Ron Wemel blinken niet uit in het schoolvak. Hun beste vriendin Hermelien Griffel is er wel erg goed in. Wanneer Harry in zijn zesde schooljaar les krijgt van professor Slakhoorn krijgt hij een schoolboek waarin allerlei met de hand geschreven krabbels en aantekeningen staan van de "Halfbloed Prins". Harry heeft aanvankelijk geen idee wie dat is of was, maar hij of zij geeft erg goede adviezen over toverdranken en Harry haalt door deze adviezen op te volgen plots de beste resultaten. Wanneer hij even later een spreuk uit het boek (die de "Halfbloed Prins" zelf heeft uitgevonden) tegen professor Sneep gebruikt, ontdekt hij dat Sneep de "Halfbloed Prins" is.

## Soorten toverdranken
De volgende toverdranken en ingrediënten hebben een artikel op de Nederlandse Wikipedia:
- Amortentia: de sterkste liefdesdrank die er bestaat. Je ruikt alleen lekkere geuren.

- Benevelingsbrouwsel: brengt de drinker in verwarring en leidt tot onstuimig en roekeloos gedrag.

- Felix Fortunatis: geeft de drinker tijdelijk geluk, zowel een geluksgevoel als succes.
- Flegmaflip: kalmeert de drinker.

- Gaasvliegje (Harry Potter): geen drank, maar een insect dat gebruikt wordt in dranken die iemands uiterlijk veranderen.

- Skelettine: een uiterst onaangenaam smakende toverdrank, die verdwenen botten weer laat teruggroeien. Het effect ervan is bijzonder pijnlijk.

- Veritaserum: een waarheidsdrank, de drinker wordt gedwongen de waarheid te spreken.

- Wisseldrank: de drinker verandert een uur lang in een bepaald persoon.
- Wolfsworteldrank: recent uitgevonden toverdrank, maakt een pas getransformeerde weerwolf onschadelijk voor zijn omgeving.